# Patriarhul Bulgariei
Patriarhul Bulgariei este patriarhul Bisericii Ortodoxe Bulgare. Patriarhul este numit oficial patriarh al Bulgariei și mitropolit al Sofiei (în bulgară Патриарх Български и Митрополит Софийски). Patriarhul Neofit a fost ales în această funcție la 24 februarie 2013. În urma decesului patriarhului Neofit, noul patriarh al Bulgariei a fost ales, ÎPS Daniil de Vidin.

## Istoric

### Epoca medievală
Biserica Ortodoxă Bulgară a fost recunoscută ca arhiepiscopie autocefală în anul 870. În 918 sau 919  După două victorii decisive ale bulgarilor asupra bizantinilor de la râul Achelos (lângă orașul actual Burgas) și Katasirtai (lângă Constantinopol), țarul bulgar Simeon I (893-927) a convocat în 918 sau 919 un sinod ecleziastic național care a hotărât ridicarea Arhiepiscopiei Bulgariei la rangul de patriarhie. Ca urmare a Tratatului din anul 927, care a consfințit victoria bulgară în Războiul Bizantino-Bulgar din 913-927, Patriarhia de Constantinopol a recunoscut statutul autocefal al Bisericii Ortodoxe Bulgare și a acceptat rangul său patriarhal. Astfel, Patriarhia Bulgară a devenit a șasea patriarhie autocefală după patriarhiile Ierusalimului, Antiohiei, Alexandriei, Romei și Constantinopolului sau „noii Rome”. Scaunul patriarhiei era noua capitală bulgară Preslav, deși patriarhul locuia probabil în orașul Drastar (Silistra), un centru creștin vechi renumit pentru martirii săi și pentru tradițiile sale creștine.

### Cucerirea otomană
După căderea capitalei celui de-al Doilea Țarat Bulgar, Tărnovo, în stăpânirea otomanilor în anul 1393 și exilul patriarhului Eftimie, Biserica Ortodoxă Bulgară autocefală și-a pierdut independența și a fost subordonată din nou Patriarhiei Constantinopolului.

### Epoca modernă
Condițiile pentru restaurarea Patriarhiei Bulgare au fost create după încheierea celui de-al Doilea Război Mondial. În anul 1945 patriarhul Constantinopolului a recunoscut autocefalia Bisericii Ortodoxe Bulgare. Cinci ani mai târziu, în 1950, Sfântul Sinod al Bisericii Ortodoxe Bulgare a adoptat un nou statut care a pregătit calea pentru restaurarea patriarhiei, iar în 1953 l-a ales pe mitropolitul de Plovdiv, Chiril Konstantinov, ca patriarh al Bulgariei. După moartea patriarhului Chiril în 1971, Biserica Ortodoxă Bulgară l-a ales ca succesor pe Maxim Minkov, mitropolitul de Loveci, care a rămas patriarh până la moartea sa survenită în 2012. Conducător interimar a fost ales la 10 noiembrie 2012 mitropolitul Chiril Kovacev de Varna și Veliki Preslav, care a organizat alegerea unui nou patriarh. La 24 februarie 2013 mitropolitul de Ruse, Neofit Dimitrov, a fost ales noul patriarh al Bisericii Ortodoxe Bulgare.

## Vezi și
- Lista patriarhilor Bisericii Ortodoxe Bulgare